# Lisa Lu

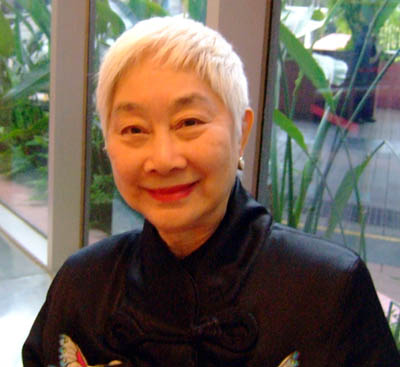
Lisa Lu (2007)

Lisa Lu (chinesisch 盧燕, Pinyin Lú Yàn; * 19. Januar 1927 in Peking) ist eine US-amerikanische
Schauspielerin chinesischer Herkunft. Sie ist dreimalige Gewinnerin des Golden Horse Awards, eines der wichtigsten chinesischsprachigen Filmpreise. Ihre Karriere erstreckt sich über einen Zeitraum von mehr als 60 Jahren.

## Leben
Lisa Lu wurde 1927 in Peking geboren. Sie begann ihre Laufbahn als Jugendliche mit Auftritten am Kunqu, ehe sie mit ihrem Ehemann Anfang der 1950er Jahre in die Vereinigten Staaten übersiedelte. Dort begann Lu eine Karriere als Fernsehdarstellerin. So hatte sie unter anderem wiederkehrende Rollen als Miss Mandarin in der Westernserie Yancy Derringer sowie als Hey Girl in Have Gun – Will Travel. Sie absolvierte zudem Gastauftritte in Serien wie Bonanza, Big Valley, Kobra, übernehmen Sie, Hawaiian Eye und Männerwirtschaft. Lu setzte sich nach ihrer Ankunft in Hollywood für die Verbreitung und Auszeichnung ausländischer Filmproduktionen, insbesondere aus China, ein und wurde (als damals einzige Person mit asiatischer Herkunft) Mitglied der Academy of Cinematic Arts.
1960 übernahm Lisa Lu die weibliche Hauptrolle in dem Antikriegsfilm The Mountain Road an der Seite von James Stewart. Es folgten weitere Hauptrollen in amerikanischen und chinesischen Filmproduktionen, darunter 1977 in Des Teufels Saat. Für ihre schauspielerischen Leistungen erhielt sie insgesamt drei Golden Horse Awards als beste Haupt- und Nebendarstellerin in den Jahren 1971, 1973 und 1975. Zu ihren weiteren Auszeichnungen gehören der Snow Leopard Lifetime Achievement Award des 4th Annual Asian World Film Festival für ihr Lebenswerk im Jahr 2018.
Neben ihrer Schauspielkarriere war Lisa Lu auch als Sprecherin für Dokumentationen tätig. Unter anderem war sie 1982 im Film Sewing Woman zu hören, der eine Oscar-Nominierung in der Kategorie Bester Dokumentar-Kurzfilm erhielt. Zudem trat Lu auch weiterhin am chinesischen Theater sowie in Opernstücken auf.
Zu den bekanntesten Auftritten in ihrer späteren Filmkarriere zählt die Rolle der Cixi in Der letzte Kaiser im Jahr 1987. Im Jahr darauf verkörperte Lu die Rolle der Ah Tam im Fernseh-Mehrteiler Noble House mit Pierce Brosnan in der Hauptrolle. 2009 war sie als Großmutter Sonam in dem Katastrophenfilm 2012 zu sehen. 2011 bis 2015 spielte Lu die Rolle der Mrs. Yi in insgesamt sieben Folgen der Krankenhausserie General Hospital. Anschließend zog sie sich mit 88 Jahren offiziell aus dem Filmgeschäft zurück. 2018 war Lu jedoch mit einer Rolle in dem Fantasydrama An Impossibly Small Object erneut in einem Kinofilm zu sehen. Im selben Jahr folgte eine Rolle in der Liebeskomödie Crazy Rich. Sie ist seitdem wieder als Schauspielerin aktiv.
2023 übernahm Lu die Synchronisation von Granny Bai im Animationsfilm Rally Road Racers.

## Filmografie (Auswahl)
- 1958: Erzählung einer weißen Schlange (Hakujaden; Zeichentrickfilm, Synchronstimme)
- 1958–1959: Yancy Derringer (Fernsehserie, vier Folgen)
- 1958–1961: Have Gun – Will Travel (Fernsehserie, 21 Folgen)
- 1960: Der Kommandant (The Mountain Road)
- 1960–1963: Hawaiian Eye (Fernsehserie, vier Folgen)
- 1961: Der Besessene (One-Eyed Jacks)
- 1961: Bonanza (Fernsehserie, eine Folge)
- 1962: Womanhunt
- 1962: Cheyenne (Fernsehserie, eine Folge)
- 1968: Dǒng fūrén
- 1968: Big Valley (The Big Valley; Fernsehserie, eine Folge)
- 1970: Kobra, übernehmen Sie (Mission: Impossible; Fernsehserie, eine Folge)
- 1971: Männerwirtschaft (The Odd Couple; Fernsehserie, eine Folge)
- 1976: Ying tai qi xue
- 1977: Des Teufels Saat (Demon Seed)
- 1979: Saint Jack
- 1982: Hammett
- 1982: Don't Cry, It's Only Thunder
- 1982: Sewing Woman (Dokumentarfilm, Sprecherin)
- 1986: Tai-Pan
- 1987: Der letzte Kaiser (The Last Emperor)
- 1988: Noble House (Fernseh-Mehrteiler)
- 1993: Töchter des Himmels
- 1993: You Cheng
- 1994: I Love Trouble – Nichts als Ärger (I Love Trouble)
- 1995: Lan ling wang (als Co-Produzentin)
- 1998: Blindness
- 2001: New York Cops – NYPD Blue (NYPD Blue; Fernsehserie, eine Folge)
- 2001: The Tick (Fernsehserie, eine Folge)
- 2006: Yimā de hòuxiàndài shēnghúo
- 2007: Gefahr und Begierde (Sè, Jiè)
- 2008: Dim Sum Funeral
- 2009: 2012
- 2010: Somewhere
- 2010: Getrennt zusammen (Tuán yuán)
- 2011–2015: General Hospital (Fernsehserie, sieben Folgen)
- 2018: An Impossibly Small Object
- 2018: Crazy Rich (Crazy Rich Asians)
- 2018: Penzai (Kurzfilm)
- 2023: Rally Road Racers (Synchronstimme)
- 2023: American Born Chinese (Fernsehserie, eine Folge)
- 2024: Death and Other Details (Fernsehserie, sieben Folgen)

## Auszeichnungen
- 1971/1975: Golden Horse Award des Golden Horse Film Festival als beste Hauptdarstellerin
- 1973: Golden Horse Award des Golden Horse Film Festival als beste Nebendarstellerin
- 1995: Preis des Santa Clarita International Film Festival als Co-Produzentin für Lan ling wang
- 2009: Golden Angel Award des Chinese American Film Festival für ihr Lebenswerk
- 2011: Jury Award des China Image Film Festival
- 2015: Lifetime Achievement Award des Huading Awards für ihr Lebenswerk
- 2018: Snow Leopard Lifetime Achievement Award des 4th Annual Asian World Film Festival für ihr Lebenswerk